# Oktoberfest
Oktoberfesten er den store tyske folkefest, som så dagens lys i 1810 på Theresienwiese i München. Den besøges årligt af mere end seks millioner mennesker. Festen opstod, da brylluppet mellem kronprins Ludwig og prinsesse Therese skulle fejres den 12. oktober 1810.
Brylluppet medførte blandt andet et stort hestevæddeløb foran Münchens bymur den 17. oktober 1810, og til glæde for byens befolkning blev det besluttet, at et hestevæddeløb skulle finde sted hvert år på samme tid, og dermed var traditionen grundlagt.
De første år havde festen overvejende sportslig karakter, da kronprins Ludwig interesserede sig meget for det antikke Grækenland og derfor holdt en fest i stil med de antikke olympiske lege.
Allerede i slutningen af det 19. århundrede udviklede festen sig til den nu verdenskendte Oktoberfest. Den blev forlænget og skulle nu allerede begynde i september. Oktoberfesten bliver – år efter år – i større og større tal besøgt af udlændinge, hovedsageligt fra Italien, USA, Japan og Australien.
Mange folkefester er opstået verden over med udgangspunkt i Oktoberfesten – de vel nok største efterligninger finder man i Canada med cirka 700.000 årlige besøgende og i Brasilien med cirka 600.000 årlige besøgende.
Oktoberfest varer normalt 16 dage og afsluttes på den første søndag i oktober. Hvis denne søndag falder på den 1. eller 2. oktober forlænges arrangementet til og med 3. oktober.
I Tyskland varede festen i  2020 fra lørdag den 19. september til søndag den 4. oktober.

## Historie
- 1810 – 12. oktober fejres brylluppet mellem kronprins Ludwig og prinsesse Therese
- 1810 – 17. oktober afholdes et stort hestevæddeløb i forbindelse med fejring af brylluppet – den første Oktoberfest
- 1960 – Sidste hestevæddeløb blev afholdt i 1960 i forbindelse med Oktoberfest
- 1980 – Festivalen blev ramt af et terrorangreb, da en højreekstremist sprængte sig selv og 13 andre i luften, heriblandt flere børn.
- 2010 – Festivalen fejrer sit 200-års jubilæum. Det er 'kun' 183. gang den afholdes

## Ekstern henvisning
1. ↑  "Oktoberfest 2020". Arkiveret fra originalen 7. februar 2020. Hentet 7. februar 2020.

- Wikimedia Commons har flere filer relateret til Oktoberfest
- Det vidste du ikke om Oktoberfest  avisen.dk
- http://www.oktoberfest.info/en

| Festival | Spire Denne artikel om festivaler og mærkedage er en spire som bør udbygges. Du er velkommen til at hjælpe Wikipedia ved at udvide den. |

48°07′53″N 11°32′57″Ø / 48.131389°N 11.549167°Ø